# Ronde van Portugal 2025 (mannen)
De 86e editie van de wielerwedstrijd Ronde van Portugal vond plaats tussen 6 en 17 augustus 2025. De wedstrijd startte met een proloog in Maia en finishte na tien etappes in Lissabon. De wedstrijd maakte deel uit van de UCI Europe Tour, met de categorie 2.1. De Rus Artjom Nytsj, die onder neutrale vlag deelnam, won de wedstrijd voor de tweede maal op rij.

## Etappe-overzicht
| Etappe | Datum       | Start              | Finish               | Type                | Afstand  | Winnaar          | Klassementsleider |
| ------ | ----------- | ------------------ | -------------------- | ------------------- | -------- | ---------------- | ----------------- |
| P      | 6 augustus  | Maia               | Maia                 | Proloog             | 3,4 km   | Rafael Reis      | Rafael Reis       |
| 1      | 7 augustus  | Viana do Castelo   | Santuário do Sameiro | Bergrit             | 162,3 km | Nicolás Tivani   | Rafael Reis       |
| 2      | 8 augustus  | Felgueiras         | Fafe                 | Heuvelrit           | 167,9 km | Pau Martí        | Pau Martí         |
| 3      | 9 augustus  | Boticas            | Bragança             | Heuvelrit           | 185,2 km | Hugo Nunes       | Pau Martí         |
| 4      | 10 augustus | Bragança           | Senhora da Graça     | Bergrit             | 176,5 km | Byron Munton     | Artjom Nytsj      |
| 5      | 11 augustus | Lamego             | Viseu                | Heuvelrit           | 155,5 km | Brady Gilmore    | Artjom Nytsj      |
|        | 12 augustus | Rustdag            | Rustdag              | Rustdag             | Rustdag  | Rustdag          | Rustdag           |
| 6      | 13 augustus | Águeda             | Guarda               | Bergrit             | 175,2 km | Brady Gilmore    | Artjom Nytsj      |
| 7      | 14 augustus | Sabugal            | Torre                | Bergrit             | 179,3 km | Jonathan Caicedo | Artjom Nytsj      |
| 8      | 15 augustus | Ferreira do Zêzere | Santarém             | Heuvelrit           | 178,2 km | Rotem Tene       | Artjom Nytsj      |
| 9      | 16 augustus | Alcobaça           | Montejunto           | Bergrit             | 174,4 km | Nicolás Tivani   | Artjom Nytsj      |
| 10     | 17 augustus | Lissabon           | Lissabon             | Individuele tijdrit | 16,7 km  | Rafael Reis      | Artjom Nytsj      |

## Eindklassement
| Plaats    | Naam              | Ploeg                                | Tijd      |
| --------- | ----------------- | ------------------------------------ | --------- |
| Gele trui | Artjom Nytsj      | Anicolor/Tien 21                     | 38u31'46" |
| 2         | Alexis Guérin     | Anicolor/Tien 21                     | + 1'15"   |
| 3         | Byron Munton      | FEIRENSE-BEECELER                    | + 1'51"   |
| 4         | Jesús David Peña  | APHotels & Resorts/Tavira/SC Farense | + 2'24"   |
| 5         | Tiago Antunes     | Efapel                               | + 3'14"   |
| 6         | Pedro Silva       | Anicolor/Tien 21                     | + 4'32"   |
| 7         | Edgar Cadena      | Petrolike                            | + 4'42"   |
| 8         | Emanuel Duarte    | Credibom/LA Alumínios/Marcos Car     | + 4'45"   |
| 9         | Lucas Lopes       | Rádio Popular-Paredes-Boavista       | + 5'30"   |
| 10        | Adrián Bustamante | GI Group Holding-Simoldes-UDO        | + 5'31"   |

## Klassementsleiders na elke etappe
| Etappe 0     | Winnaar 0        | Algemeen klassement | Puntenklassement | Bergklassement  | Jongerenklassement | Ploegenklassement 0 |
| ------------ | ---------------- | ------------------- | ---------------- | --------------- | ------------------ | ------------------- |
| P            | Rafael Reis      | Rafael Reis         | niet uitgereikt  | niet uitgereikt | Jens Verbrugghe    | Anicolor/Tien 21    |
| 1            | Nicolás Tivani   | Rafael Reis         | Nicolás Tivani   | Nicolás Tivani  | Pau Martí          | Anicolor/Tien 21    |
| 2            | Pau Martí        | Pau Martí           | Pau Martí        | Nicolás Tivani  | Pau Martí          | Anicolor/Tien 21    |
| 3            | Hugo Nunes       | Pau Martí           | Hugo Nunes       | Hugo Nunes      | Pau Martí          | Anicolor/Tien 21    |
| 4            | Byron Munton     | Artjom Nytsj        | Hugo Nunes       | Hugo Nunes      | Lucas Lopes        | Anicolor/Tien 21    |
| 5            | Brady Gilmore    | Artjom Nytsj        | Iúri Leitão      | Hugo Nunes      | Lucas Lopes        | Anicolor/Tien 21    |
| 6            | Brady Gilmore    | Artjom Nytsj        | Iúri Leitão      | Hugo Nunes      | Lucas Lopes        | Anicolor/Tien 21    |
| 7            | Jonathan Caicedo | Artjom Nytsj        | Iúri Leitão      | Hugo Nunes      | Lucas Lopes        | Anicolor/Tien 21    |
| 8            | Rotem Tene       | Artjom Nytsj        | Nicolás Tivani   | Hugo Nunes      | Lucas Lopes        | Anicolor/Tien 21    |
| 9            | Nicolás Tivani   | Artjom Nytsj        | Nicolás Tivani   | Hugo Nunes      | Lucas Lopes        | Anicolor/Tien 21    |
| 10           | Rafael Reis      | Artjom Nytsj        | Nicolás Tivani   | Hugo Nunes      | Lucas Lopes        | Anicolor/Tien 21    |
| 0Eindstanden | 0Eindstanden     | Artjom Nytsj        | Nicolás Tivani   | Hugo Nunes      | Lucas Lopes        | Anicolor/Tien 21    |

1. ↑  De oranje trui werd in de eerste etappe gedragen door Iúri Leitão, die tweede stond in het algemeen klassement.
2. ↑  De lichtblauwe  trui werd in de eerste etappe gedragen door Daniel Dias, die vierde stond in het algemeen klassement.
3. ↑  De lichtblauwe trui werd in de tweede etappe gedragen door Hugo Nunes, die tweede stond in het bergklassement.
4. ↑  De zwart-witte trui werd in de derde en vierde etappe gedragen door Lucas Lopes, die tweede stond in het jongerenklassement.
5. ↑  De oranje trui werd in de derde etappe gedragen door Jesús David Peña, die tweede stond in het puntenklassement.
6. ↑  De lichtblauwetrui werd in de vierde en vijfde etappe gedragen door Nicolás Tivani, die tweede stond in het bergklassement.

Mannen: 1927 · 
1928–1930 · 
1931 · 
1932 · 
1933 · 
1934 · 
1935 · 
1936–1937 · 
1938 · 
1939 · 
1940 · 
1941 · 
1942–1945 · 
1946 · 
1947 · 
1948 · 
1949 · 
1950 · 
1951 · 
1952 · 
1953 · 
1954 · 
1955 · 
1956 · 
1957 · 
1958 · 
1959 · 
1960 · 
1961 · 
1962 · 
1963 · 
1964 · 
1965 · 
1966 · 
1967 · 
1968 · 
1969 · 
1970 · 
1971 · 
1972 · 
1973 · 
1974 · 
1975 · 
1976 · 
1977 · 
1978 · 
1979 · 
1980 · 
1981 · 
1982 · 
1983 · 
1984 · 
1985 · 
1986 · 
1987 · 
1988 · 
1989 · 
1990 · 
1991 · 
1992 · 
1993 · 
1994 · 
1995 · 
1996 · 
1997 · 
1998 · 
1999 · 
2000 · 
2001 · 
2002 · 
2003 · 
2004 · 
2005 · 
2006 · 
2007 · 
2008 · 
2009 · 
2010 · 
2011 · 
2012 · 
2013 · 
2014 · 
2015 · 
2016 · 
2017 ·
2018 · 
2019 · 
2020 ·
2021 ·
2022 ·
2023 · 2024 · 2025
Vrouwen: 2021 · 2022 · 2023 · 2024 · 2025